# Milentije Popović
Milentije Popović (srbsko Милентије Поповић), srbski politik, * 7. julij 1913, † 8. maj 1971.

## Življenjepis
Leta 1937 je diplomiral na Tehniški fakulteti v Beogradu. Leta 1939 je postal član KPJ in leta 1941 je bil eden od organizatorjev NOVJ; med vojno je bil politični komisar več enot. Imel je čin rezervnega generalmajorja.
Po vojni je bil minister v srbski vladi, zvezni minister, od 1953 član ZIS in od 1958 predsednik zveznega sveta za znanstveno delo, nato sekretar Zvezne konference SZDL (1963-67). 1966 je po odstavitvi Aleksandra Rankovića najprej namesto njega postal član IK CK ZKJ, še istega leta pa član novoustanovljenega predsedstva CK ZKJ. Nazadnje je bil predsednik Skupščine SFRJ (1967-71) in član Sveta federacije.